# Nasser Fakouhi
Nasser Fakouhi (en farsi ناصر فکوهی), né le 13 mai 1956 à Téhéran, est un anthropologue, écrivain et traducteur iranien.

## Biographie
Professeur d’anthropologie à la Faculté des Sciences Sociales, Université de Téhéran, directeur d’un site et du centre scientifique et multidisciplinaire Anthropologie et Culture, il est aussi membre de l’Association Internationale de la Sociologie (ISA) et de la Société International des Études Iraniennes (ISIS).
Il obtient son doctorat en anthropologie et sociologie du Politique à l’Université de Paris VIII en 1993 sous la direction de Pierre Philippe Rey et en collaboration avec Clarisse Herrenschmidt sur « La conception du politique en mazdéisme sassanides ».
Ramin Jahnbeglou, intellectuel et philosophe iranien, le classe à côté d’autres figures tels que J. Tabatabaii, B. Ahmadi, F. Sadeghi, parmi ceux qu’il appelle « intellectuelles dialogiques » dans l’Iran contemporain.
Le domaine principal de ses études est l'anthropologie urbaine, la pathologie sociale de l’Iran contemporain et particulièrement les cas concernant les problèmes ethniques, les nouvelles formes de la communication, la violence, les identités nouvelles et leurs relations avec le niveau global. Actuellement [Quand ?], il s’occupe d’un projet de recherche sur l’histoire culturelle orale, et les documentations des représentations diverses de l’Iran moderne depuis le début du XXIe siècle.

### Médias
Dès son retour en Iran, il commence ses activités scientifiques et médiatiques notamment en collaboration des quotidiens comme Sarmaye (économique), Hamshahri (général), Shargh (politique et social), ainsi que des journaux intellectuels tel que Shahrvand, Mehrname, etc. En même temps, il est embauché par le ministère de l’Énergie iranien pour diriger un large programme d’information publique sur la nécessité de l’économie de l’énergie, collaboration qui a duré cinq ans (1994-1998).
À côté de ses activités, il continue de faire des traductions et a largement publié notamment sous la forme de notes politiques et sociales et interviews dans le domaine de la culture iranienne et internationale. Dès 1995, il crée un site nommé l’anthropologie et la culture qui est aujourd’hui le site le plus lu dans la langue persane sur la culture iranienne (avec plus de 5 000 visites par jour) [réf. nécessaire]. Dans ce cadre, il a aussi créé l'IIAC (Institut de l’Anthropologie et la Culture) aujourd’hui soutenu par  plus de 200 membres, académiciens, journalistes, intellectuels iraniens et non iraniens dans plus d’une vingtaine de pays. Durant ses activités IIAC a pu constituer un groupe de jeunes étudiants, universitaires et intellectuels pour constituer un réseau social et organiser différentes séances de critiques de films de fiction sur les problèmes sociaux, documentaires, livres etc.
Depuis plus de sept ans, étant membre de la direction de l’Association de la Sociologie de l’Iran (2006-2010) ainsi que professeur de l’Université de Téhéran, il a concentré beaucoup de ses activités dans la faculté des Sciences Sociales de l’Université de Téhéran où siège aussi l’Association de la Sociologie,.

### Projet de l’Histoire Culturelle de l’Iran Moderne (PHCIM)
Depuis 1998, il mène un vaste  projet d’études d’histoire culturelle, sur la constitution et l’évolution de la  culture iranienne  depuis la fin de l’époque qâdjâr (vers la fin du 19e) jusqu’aujourd’hui. Ce projet largement inspiré de l’école Annales et les théories de l’Histoire Culturelle (Braudel, Burke, Nora etc.) a pour but de rassembler le plus grand nombre de données historiques concernant la culture iranienne sous toutes ses formes (visuelle, littéraire, linguistique, orale, sémiotique etc.) pour rendre possibles des analyses diachroniques et synchroniques de cette culture. Cela commence par la culture centrale persane pour continuer dans les différentes cultures non persanes et périphériques du pays. Pour ce projet, il essaye actuellement de constituer un groupe de travail cohérent d'anthropologues, sociologues et historiens et trouver des moyens de financement nécessaires qui sont énormes ; il a aussi commencé une grande série d'interviews avec les personnalités culturelles les plus importantes des dernières cinq années. Une des interviews avec le spécialiste de la mythologie iranienne Jalal Sattari sera publié sous forme d’un grand livre de presque 1 000 pages, par les éditions Markaz. Cela est le résultat d’une trentaine de séances d’interviews et plus de 50 heures d’enregistrements sonore.

### Collaboration avec l’Académie de la Langue et la littérature Persane
Depuis octobre 2011, il est à la tête d’un comité ad hoc de collaboration entre la section de vocabulaire de l’Académie de la langue et de la littérature persane et l’Association de la Sociologie de l’Iran. Ce comité constitué de traducteurs, écrivains et sociologues reconnus et membres de l’Association, a pour tâche de créer et approuver le vocabulaire des idiomes concernant les sciences sociales dans la langue scientifique nouvelle de l’Iran,,.

## Publications

### Publications en persan
- Violence politique : théories, concepts et formes, Téhéran: Ghatreh Ed., 1998
- Mythologie politique : art, mythes  et le pouvoir, Téhéran: Ferdos Ed., 1998
- De la Culture au développement, Téhéran : Ferdos Ed., 1999
- Anthropologie appliquée et le développement, Téhéran: Afkar Ed., 2003
- L’Histoire de la pensée anthropologique et ses théories, Téhéran: Ney Ed., 2003
- Anthropologie urbaine, Téhéran: Ney Ed., 2003
- Dans le labyrinthe de la mondialisation, Téhéran: Ney Ed., 2004
- Morceaux anthropologiques, Téhéran: Ney Ed., 2005
- Identité nationales et ethniques iraniennes : articulation et conflit, Téhéran: GolAzin Ed., 2009
- Anthropologie de l’Art: mythes et politiques, Téhéran: Sales Ed., 2012
- Discours anthropologique, Téhéran : Mehrnamak (sous presse), 2012[9].

### Ouvrages collectives en français et anglais
- Manger avec les Morts : le pique-nique en Iran, in Barthes-Deloizy, F., Le Pique- Nique ou l’éloge d’un bonheur ordinaire, Paris: Ed. Bréal, 2008
- Making and remaking an Academic Tradition: Towards an Indigenous Anthropology in Iran, Chap. 5,  in Najmabadi,  Sh.(ed.), Conceptualizing Iranian Anthropology, Past and Present Perspectives, New York & Oxford : Berghahn Books, 2010.

### Traductions vers le persan[10]
- Roland, R., La Vie de Tolstoï, Téhéran : Danesh Ed., 1986
- Roland, R., Les Mémoires de la Jeunesse, Téhéran : Ferdos Ed., 1990
- Bettelheim, Ch., Les Luttes de classes en URSS (1930-1941), 3e et 4e volumes et postface à la traduction en persan : Les Années Gorbatchev, Téhéran : Ney Ed., 1996
- Paz, O., Rire et pénitence, Téhéran : Toos Ed., 1998
- Rivière, Cl., Introduction à l’ethnologie, Téhéran : Ney Ed., 2004
- Breton, R., Ethnopolitiques, Téhéran : Ney Ed., 2005
- Barthes, R., L’Empire des signes, Téhéran, Ney Ed., 2005
- Rouch J. et al., Introduction au cinéma ethnographique, recueil de textes par N. Fakouhi, Téhéran : Ney Ed., 2006
- Rivière, Cl., Anthropologie politique, Téhéran : Ney Ed., 2006
- Bloch, M., Anthropologie cognitive à l’épreuve du terrain, Leçon inaugurale au Collège de France, Téhéran : Ney. Ed., 2007
- Augé, M., Anthropologie, Téhéran : Ney Ed., 2009
- Bourdieu, P., Leçon sur la Leçon, Téhéran : Ney Ed., 2009
- L’Homme et la Culture, recueils de textes des auteurs européens en sciences sociales et humaines, Téhéran : Javid Ed., 2010
- J.M.G. Le Clézio, Mondo et les autres histoires, Téhéran : Mahriz, 2011
- Bourdieu, P., Sur la Télévision, Téhéran : Javid Ed., 2011